# Socialisme à caractéristiques chinoises
Le système théorique du socialisme à caractéristiques chinoises (chinois simplifié : 中国特色社会主义 ; pinyin : Zhōngguó tèsè shèhuìzhǔyì) est un terme englobant les théories et lignes politiques que leurs partisans considèrent comme représentant le marxisme-léninisme, adapté au contexte de la Chine et à des périodes spécifiques de l'histoire chinoise. Par exemple, la pensée de Xi Jinping est considérée comme représentant des politiques marxistes-léninistes adaptées à la situation de la Chine, à partir de 2017, alors que la théorie de Deng Xiaoping est considérée comme pertinente pour la période où elle est formulée.
Ce terme entre dans l'usage courant à l'époque de Deng Xiaoping (dirigeant chinois de 1978 à 1992). Il évoque alors la politique de Deng, qui consiste en l'adaptation d'éléments de l'économie de marché comme moyen de favoriser la croissance. La finalité est l'utilisation de l'investissement étranger et l'augmentation de la productivité (en particulier dans les campagnes où vit à l'époque 80 % de la population chinoise). À la même époque, le Parti communiste chinois conserve à la fois son engagement formel de parvenir au communisme et son monopole du pouvoir politique. Dans le récit officiel du parti, le socialisme aux caractéristiques chinoises est le marxisme-léninisme adapté aux conditions chinoises et un produit du socialisme scientifique. Selon cette théorie, la Chine se trouve au stade primaire du socialisme en raison de son faible niveau de richesse matérielle. Il lui faut donc s'engager dans une croissance économique avant de poursuivre une forme plus égalitaire de socialisme, qui à son tour soit conduire à une société communiste décrite dans l'orthodoxie marxiste.

## Stade primaire du socialisme

### Pendant l'ère Mao Zedong
En Chine, le concept d'étape primaire du socialisme se conçoit avant l'introduction de réformes économiques. Au début des années 1950, les économistes Yu Guangyan, Xue Muqiao et Sun Yefang soulèvent la question de la transformation socialiste. L'économie chinoise, de faible force productive, est, selon eux, dans une période de transition. Mao Zedong  approuvée brièvement jusqu'en 1957. En discutant de la nécessité des relations marchandes lors de la 1re Conférence de Zhengzhou (du 2 au 10 novembre 1958), par exemple, Mao (président du  Comité central du Parti communiste chinois) déclaré que la Chine était au « stade initial du socialisme ». Cependant, Mao n'approfondit pas cette idée, ce que font ses successeurs.

### Après la mort de Mao Zedong (1976)
Le 5 mai 1978, l'article « Mise en œuvre du principe socialiste de répartition selon le travail » (贯彻执行按劳分配的社会主义原则) émet l'idée que la Chine en est encore au premier stade de l'atteinte du communisme pur, n'étant pas encore une véritable société communiste. Il est écrit par des membres du Bureau de Recherche Politique du Conseil d'État dirigé par l'économiste Yu Guangyuan sur les ordres de Deng Xiaoping afin de « critiquer et répudier » les croyances de la gauche communiste. Après l'avoir lu, Deng rédige un bref commentaire selon lequel l'article est « bien écrit, et montre que la nature de la distribution par le travail n'est pas capitaliste, mais socialiste [...] [et] pour mettre en œuvre ce principe, il y a beaucoup de choses à faire et de nombreuses institutions à relancer. Dans l'ensemble, c'est pour nous inciter à faire mieux ». Le terme réapparait lors de la 6e séance plénière du onzième comité central le 27 juin 1981 dans le document « Résolution sur certaines questions de l'histoire de notre parti depuis la fondation de la République Populaire de Chine » . Hu Yaobang, secrétaire général du Parti communiste chinois, utilise cette expression dans son rapport au douzième congrès national le 1er septembre 1982. Le terme est employé pendant la sixième réunion plénière du douzième comité central, afin de défendre les réformes économiques introduites. 
Lors du treizième congrès national, le secrétaire général par intérim Zhao Ziyang, au nom du 12e Comité central, présente le rapport « Avancer sur la voie du socialisme à caractéristiques chinoises ». Il écrit que la Chine est une société socialiste, mais que le socialisme en Chine est à son stade primaire, particularité chinoise due à l'état sous-développé des forces productives du pays. Pendant cette phase de développement, Zhao  recommande l'introduction d'une économie planifiée des produits essentiels, la propriété publique comme fondement. Le principal échec de l'aile droite du communiste selon Zhao est qu'elle ne reconnait pas que la Chine peut atteindre le socialisme en contournant le capitalisme. Le principal échec de l'aile gauche est sa « position utopique » selon laquelle la Chine peut contourner le stade primaire du socialisme où la modernisation des forces productives est nécessaire.
Le 5 octobre 1987, Yu Guangyuan, un des principaux auteurs du concept, publie un article intitulé « L'économie au stade initial du socialisme » où il émet l'hypothèse que cette étape historique durerait deux décennies et peut-être beaucoup plus. Cela représente, écrit Ian Wilson, « un grave fléau sur les attentes soulevées au début des années 1970, lorsque l'ancienne échelle salariale à huit niveaux était comprimée à seulement trois niveaux et qu'un système de distribution plus uniforme était censé être un important objectif national ». Le 25 octobre, Zhao explique plus en détail le concept d'étape primaire du socialisme et déclare que la ligne du parti devait suivre « un centre, deux points de base ». Le centre correspond ici au développement économique de l’État chinois, les deux points à un contrôle politique centralisé (qui se manifeste dans le respect des quatre principes cardinaux, théorisés par Deng en 1979) d'une part et le maintien de la politique de réforme et d'ouverture d'autre part.
Le secrétaire général Jiang Zemin approfondit ce concept dix ans plus tard, d'abord lors d'un discours à l'École centrale du parti le 29 mai 1997 et de nouveau dans son rapport au quinzième congrès national le 12 septembre. Selon Jiang, le 3e plénum du 11e Comité central formule un  programme scientifiquement correct pour les problèmes auxquels la Chine et le socialisme sont confrontés. D'après Jiang, la première étape du socialisme est une « étape non développée ». La tâche fondamentale du socialisme est de développer les forces productives. Par conséquent, le but principal au cours de la phase primaire doit être le développement ultérieur des forces productives nationales. La contradiction principale dans la société chinoise, pendant la première étape du socialisme, est entre « les besoins matériels et culturels croissants du peuple et le retard de la production ». Ce contraste restera jusqu'à ce que la Chine ait achevé le processus de l'étape primaire du socialisme. De ce fait, le développement économique doit rester le principal objectif du parti pendant cette étape.
Jiang énonce trois points pour faire progresser le stade primaire du socialisme. Le premier, économique, revient à développer l'économie en émancipant et modernisant les forces de production tout en développant une économie de marché. Le deuxième, politique, signifie « gérer les affaires de l'État selon la loi », développer la démocratie socialiste sous le parti et faire du « peuple les maîtres du pays ». Le troisième, culturel, fait du marxisme le guide pour former le peuple afin de lui donner « des idéaux élevés, une intégrité morale, une bonne éducation et un fort sens de la discipline, et développer une culture nationale scientifique et socialiste populaire adaptée aux besoins de la modernisation, du monde et de l’avenir »
Lorsque la durée de l'étape primaire du socialisme lui fut demandée, Zhao répond « [il] faudra au moins 100 ans [...] [avant que] la modernisation socialiste ne soit accomplie dans l'ensemble ». La constitution d'État déclare que « la Chine sera dans la phase primaire du socialisme pendant longtemps encore ». Comme Zhao, Jiang estime qu'il faut au moins cent ans pour atteindre un stade plus avancé.

## Économie de marché socialiste
Deng Xiaoping déclare le 30 juin 1984, à l'occasion de l'assemblée plénière du Comité Central, dans son discours discutant la théorie marxiste : « Qu'est-ce le socialisme et qu'est-ce que le marxisme ? Par le passé, nous n'étions pas assez clairs à ce propos. Le marxisme attache une importance maximale au développement des forces productives. Nous disions que le socialisme est le premier stade du communisme et qu'à l'étape avancée, le principe du « de chacun selon ses capacités, à chacun selon ses besoins » s'appliquera. Cela appelle à un développement important des forces productives et à une abondance irrésistible d'aisance matérielle. Ainsi, la tâche fondamentale du stade socialiste est-elle de développer les forces productives. La supériorité du système socialiste est démontrée, en dernière analyse, par un développement de ces forces qui soit meilleur et plus rapide que sous un système capitaliste. Comme elles se développent, les vies matérielle et culturelle du peuple seront en constante amélioration. Un de nos défauts après la fondation de notre république populaire est notre faible attention au développement des forces productives. Le socialisme revient à éliminer la pauvreté. Le paupérisme n'est pas du socialisme, ni, à plus forte raison, du communisme. »
Deng Xiaoping, surnommé l'architecte des réformes économiques chinoises, ne pense pas que l'économie de marché est synonyme de capitalisme ou que la planification est synonyme de socialisme. Au cours de sa tournée dans le sud, il  déclare que « la planification et les forces du marché ne sont pas la différence essentielle entre le socialisme et le capitalisme. Une économie planifiée n'est pas la définition du socialisme, car il y a planification sous le capitalisme ; l'économie de marché se produit aussi sous le socialisme. La planification et les forces du marché sont deux moyens de contrôler l'activité économique ».

### Justification idéologique
Dans les années 1980, il devient évident pour les économistes chinois que la théorie marxiste de la loi de la valeur – comprise comme l'expression de la théorie de la valeur travail – ne peut fonder le système de prix chinois. Ils concluent que Marx n'a jamais voulu que sa théorie de la loi de la valeur fonctionne « comme une expression du « temps de travail concrétisé ». La notion de Marx des « prix de production » n'a pas de sens pour les économies planifiées de type soviétique puisque les formations de prix étaient, selon Marx, établies par les marchés. Les planificateurs soviétiques utilisent la loi de la valeur comme fondement pour rationaliser les prix dans l'économie planifiée. Selon des sources soviétiques, les prix sont « planifiés en tenant compte des [...] exigences fondamentales de la loi de la valeur ».  Cependant, le principal défaut de l'interprétation soviétique est leur tentative de calibrer les prix sans marché concurrentiel puisque, selon Marx, les marchés concurrentiels permettent un équilibre des taux de profit conduisant à une augmentation des prix de production. Le rejet de l'interprétation soviétique de la loi de la valeur conduit à l'acceptation de l'idée que la Chine était encore au stade primaire du socialisme. L'argument de base est que les conditions envisagées par Marx pour atteindre le stade de développement socialiste n'existent pas encore en Chine.
Mao affirme que l'imposition de « rapports progressifs de production » révolutionne la production. Le rejet de ce point de vue par son successeur selon A. James Gregor contrecarre la continuité idéologique du maoïsme. Le marxisme classique soutient qu'une révolution socialiste n'aura lieu que dans les sociétés capitalistes avancées et que son succès marquera la transition d'une économie capitaliste fondée sur la marchandise à une « économie de produits » dans laquelle les biens seraient distribués pour les besoins des personnes et non pour le profit. Si, faute d'explication cohérente sur le risque d'échec, cette révolution ne se produit pas, les révolutionnaires seront contraints d'assumer les responsabilités de la bourgeoisie. Les communistes chinois recherchent donc une nouvelle théorie marxiste du développement. Le théoricien du Parti Luo Rongqu reconnait que les fondateurs du marxisme n'ont jamais « formulé de théorie systématique sur le développement du monde non occidental » et a déclare que le Parti communiste chinois doit « établir son propre cadre théorique synthétisé pour étudier le problème du développement moderne » . Selon A. James Gregor, l'implication de cette position est que « le marxisme chinois est actuellement dans un état de profonde discontinuité théorique ».
Toutefois, en 2022, selon Rebecca Karl, professeure d'histoire chinoise à l'université de New York, « la Chine d'aujourd'hui n'a pas de caractéristiques socialistes. La subordination du travail au capital est complète. [Aucune idée socialiste] ne fait partie de la pensée de Xi Jinping ».

### Propriété privée
La compréhension du gouvernement chinois de la propriété privée s'enracine dans le marxisme classique. Puisque la Chine adopte le socialisme alors qu'elle est un pays semi-féodal et semi-colonial, elle en est au stade primaire du socialisme. La production de marchandises pour le marché, l'existence d'un secteur privé et le recours à la recherche du profit dans la gestion des entreprises changent donc. Ces évolutions sont autorisées tant qu'elles améliorent la productivité, modernisent les moyens de production et développent ainsi davantage le socialisme.
Le Parti communiste chinois considère toujours la propriété privée comme non socialiste. Cependant, selon les théoriciens du parti, l'existence et la croissance de la propriété privée ne détruisent pas nécessairement le socialisme et ne promeuvent pas le capitalisme en Chine. D'après eux, Karl Marx et Friedrich Engels n'ont jamais proposé l'abolition immédiate de la propriété privée. Selon le livre d'Engels Principes du communisme, le prolétariat ne peut abolir la propriété privée que lorsque les conditions nécessaires sont réunies. Dans la phase précédant l'abolition de la propriété privée, Engels  propose une imposition progressive et des droits de succession élevés pour restreindre la propriété privée tout en utilisant les pouvoirs concurrentiels des entreprises publiques pour développer le secteur public. Marx et Engels ont proposé des mesures similaires dans le Manifeste communiste en ce qui concerne les pays avancés. Or, la Chine étant économiquement peu développée, les théoriciens du parti appellent à la flexibilité concernant la gestion de la propriété privée par le parti. Selon le théoricien du parti Liu Shuiyuan, le programme de nouvelle politique économique lancé par les autorités soviétiques à la suite du programme de communisme de guerre constitue un  exemple de flexibilité des autorités socialistes.
Li Xuai, théoricien du parti, déclare que la propriété privée implique inévitablement une exploitation capitaliste. Cependant, Li considère la propriété privée et l'exploitation comme nécessaires au stade primaire du socialisme, affirmant que le capitalisme à son stade primaire utilise des restes de l'ancienne société pour se construire. Sun Liancheng et Lin Huiyong expliquent que Marx et Engels, dans leur interprétation du Manifeste communiste, critiquent la propriété privée en tant que propriété exclusive de la bourgeoisie, mais pas en tant que propriété individuelle où chacun possède les moyens de production et peut donc vivre sans exploitation. La propriété individuelle est considérée comme compatible avec le socialisme puisque Marx écrit que la société post-capitaliste implique la reconstruction de la « propriété sociale individuelle associée ».